# 俄错朵玛
俄错朵玛是一个位于中国青海省久治县的湖泊，面积约为3平方千米。